# Oknö
Oknö ist eine schwedische Insel bei Mönsterås in Småland in der Provinz Kalmar län. 
Die Insel bildet den äußeren Teil einer Moräne und hat eine Brückenverbindung zum Festland. Zur Sommerzeit ist sie ein populäres Freizeitgebiet mit vielen Badeplätzen, Camping, Hütten und Restaurants. Ursprünglich war sie ein Ort für Sommergäste und ist nun ein Neubaugebiet, wo man das ganze Jahr wohnt. Baugenehmigungen werden allerdings auf 140 Quadratmeter begrenzt.